# Quinto Cenni

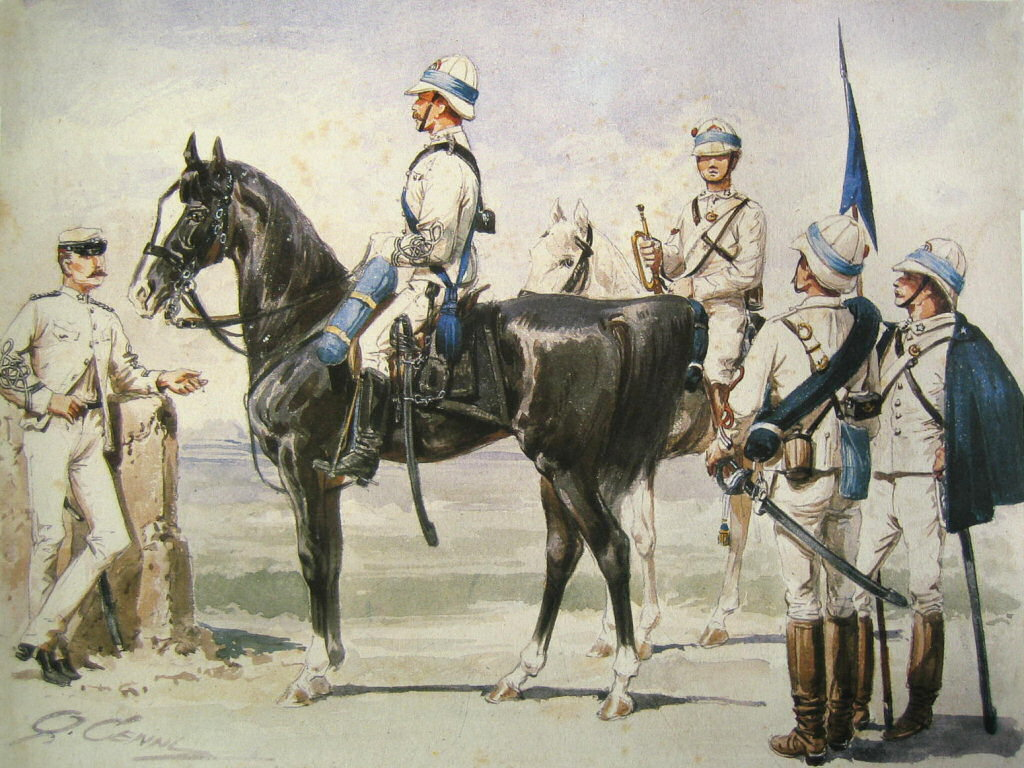
Cavalerie italienne en Afrique, 1885-1886.

Quinto Cenni (né le 20 mars 1845 à Imola en Émilie-Romagne et mort le 13 août 1917 à Carnate dans la province de Monza et de la Brianza) est un peintre, un dessinateur et un illustrateur italien, spécialisé dans l'histoire militaire et l'uniformologie, particulièrement celle des armées de son pays. 

## Biographie
Quinto Cenni travailla pour des revues telles L'illustrazione italiana ou La revista illustrata et publia de très nombreuses planches ainsi que des ouvrages uniformologiques ou historiques.

## Œuvres
- 133 aquarelles sur les volontaires du  Risorgimento, Museo del Risorgimento de Milan.
- 300 tableaux, 2 500 feuilles illustrées, Ufficio Storico dello Stato Maggiore dell'Esercito.
- 50 aquarelles sur le duché de  Parme au temps de Maria Luigia, qui ont fait l'objet d'une exposition dans un musée de New York.
- Peintures sur le massacre de Milan